# 馬爾伊夫卡 (多馬尼夫卡區)
47°50′22″N 31°6′46″E / 47.83944°N 31.11278°E
馬爾伊夫卡（烏克蘭語：Мар'ївка），是烏克蘭南部的村莊，隸屬尼古拉耶夫州的沃茲涅先斯克區。該村始建於1946年，面積0.83平方公里，海拔高度52米，2001年人口349，人口密度每平方公里420.5人。